# Tha Blue Carpet Treatment
Tha Blue Carpet Treatment är det åttonde soloalbumet utgivet av den amerikanske hiphop-artisten Snoop Dogg. Albumet innehåller en del samplingar.

## Låtlista
| Nr | Titel                                  | Producent(er)                         | Gästartist(er)                                                  | Kompositör(er) | Längd |
| -- | -------------------------------------- | ------------------------------------- | --------------------------------------------------------------- | --- | ----- |
| 1  | "Intrology"                            | Battlecat                             | George Clinton                                                  | Broadus, C./Carter, S./Clinton, G./Gilliam, K./Mosley, T.                                                                             | 1:59  |
| 2  | "Think About It"                       | Frequency                             |                                                                 | Broadus, C./Frysel, B./Mayfield, C.                                                                                                   | 3:37  |
| 3  | "Crazy"                                | Fredwreck                             | Nate Dogg                                                       | Broadus, C./Nassar, F./Hale, N. | 4:26  |
| 4  | "Vato"                                 | Pharrell Williams                     | B-Real                                                          | Broadus, C./Williams, P. | 4:44  |
| 5  | That's That                            | Nottz                                 | R. Kelly                                                        | Benton, S./Broadus, C./Curry, T./Kelly, R./Lamb, D./Rodgers, N.                                                                       | 4:17  |
| 6  | "Candy (Drippin' like Water)"          | Rick Rock                             | E-40, MC Eiht, Goldie Loc & Tha Dogg Pound                      | Arnaud, D./Bla/Broadus, C./Brown, R./Butler, I./Emmanuel, R./Irving, C./Stephens, E./Vieira, M. Ann/Spillman, K./Tyler, A./Thomas, R. | 4:48  |
| 7  | "Get a Light"                          | Timbaland, Danja                      | Damian Marley                                                   | Broadus, C./Marley, D./Mosley, T./Hills, N.                                                                                           | 3:41  |
| 8  | "Gangbangin' 101"                      | David Emeka Nwangwu ,Terrance Martian | The Game                                                        | David Emeka Nwangwu, Terrance Martain, C.Broadus                                                                                      | 4:01  |
| 9  | "Boss' Life"                           | Dr. Dre                               | Akon (albumversionen) or Nate Dogg (singel- och videoversionen) | Benton, S./Broadus, C./Camon, D./Curry, T./Lamb, D./Parker, D./Smith, T./Thiam, A./Young, A.                                          | 3:22  |
| 10 | "L.A.X."                               | Battlecat                             | Ice Cube & Notorious B.I.G. (sample)                            | Broadus, C./Gilliam, K./Harvey, O./Wallace, C./Troutman, R./Jackson, O.                                                               | 3:21  |
| 11 | "10 Lil' Crips "                       | Pharrell Williams                     |                                                                 | Broadus, C./Williams, P. | 3:15  |
| 12 | "'Round Here"                          | Dr. Dre                               |                                                                 | Benton, S./Broadus, C./Curry, T./Hermans, P./Parker, D./Young, A./Armstrong, D.                                                       | 3:42  |
| 13 | "A Bitch I Knew"                       | Rhythum D, Battlecat                  | Traci Nelson                                                    | Broadus, C./Gilliam, K./Weldon, D. | 4:32  |
| 14 | "Like This"                            | Soopafly                              | Westurn Union, Latoiya Williams & Raul Midón                    | Ayers, R./Broadus, C./Brooks, P./Harden, T./Williams, L./Washington, D.                                                               | 3:56  |
| 15 | "Which One of You"                     | 1500, Soopafly                        | Nine Inch Dix                                                   | Broadus, C./Brooks, P./Dopson, L./Edwards, L./Smith, D.                                                                               | 3:32  |
| 16 | "I Wanna Fuck You"                     | Akon                                  | Akon                                                            | Broadus, C./Thiam, A. | 4:23  |
| 17 | "Psst!"                                | N8 & Brainz                           | Jamie Foxx                                                      | Broadus, C./Foxx, J./Prasad, A./Walton, N.                                                                                            | 2:59  |
| 18 | "Beat Up on Yo' Pads"                  | Mr. Porter, DJ DDT-Da Busta           |                                                                 | Broadus, C./Porter, D. | 2:57  |
| 19 | "Don't Stop"                           | THX, Chris Goodman                    | Kurupt, MC Eiht, Goldie Loc, Kam                                | Broadus, C./Brown, R./Goodman, C./Miller, C./Spillman, K./Tyler, A                                                                    | 3:22  |
| 20 | "Imagine"                              | Dr. Dre, Mark Batson                  | Dr. Dre & D'Angelo                                              | Boyd, J./Broadus, C./Curry, T./Parker, D./Carter, S./Batson, M./Young, A.                                                             | 4:42  |
| 21 | "Conversations"                        | DJ Pooh, Stevie Wonder                | Stevie Wonder, Azuré                                            | Boyd, J./Broadus, C./Hardaway, C./Jordan, M./Miller, C./Wonder, S.                                                                    | 3:38  |
| +  | "My People" (bonuslåt)                 | Battlecat                             |                                                                 | Broadus, C./Gilliam, K | 5:40  |
| +  | "Real Talk (R.I.P. Tookie)" (bonuslåt) | L. T. Hutton                          |                                                                 | Broadus, C./Hutton, L | 4:17  |

## Samplingar
Intrology
- "Dirt Off Your Shoulder" av Jay-Z
- "I'm a Hustla" av Cassidy

Think About It
- "I Need You" av Curtis Mayfield och The Impressions

Crazy
- "She's Strange" av Cameo

That's That Shit
- "The Bath" av Nile Rodgers

Candy (Drippin' Like Water)
- "9th Wonder (Blackploitism)" av Digable Planets
- "Candy" av Cameo

Boss' Life
- "If Tomorrow Never Comes" av The Controllers

L.A.X.
- "Going Back To Cali" av The Notorious B.I.G.
- "More Bounce to the Ounce" av Zapp

'Round Here
- "Thank You" av Dido

Like This
- "Coffy Sauna" av Roy Ayers

Conversations
- "Have a Talk with God" av Stevie Wonder

## Singlar
- Vato (feat. B-real)
- That's That Shit (feat. R. Kelly)
- Candy (Drippin' Like Water) (feat. E-40, Daz, Kurupt, MC Eiht & Goldie Loc)
- I Wanna Fuck You (feat. Akon)
- Imagine (feat. Dr. Dre & D'Angelo)
- Boss' Life (feat. Nate Dogg)

## Musikvideor
- "Real Talk" (Bonuslåt)
- "Vato" (feat. B-Real)
- That's That Shit" (feat. R. Kelly)
- "I Wanna Love You" (feat. Akon)
- "Candy (Drippin' Like Water)" (feat. E-40, Goldie Loc, MC Eiht & Tha Dogg Pound)
- "Boss' Life" (featuring Nate Dogg)